# Drew Hendry
Andrew Egan Henderson Hendry (né le 21 mai 1964), connu sous le nom de Drew Hendry, est un homme politique du Parti national écossais (SNP) qui est député d'Inverness, Nairn, Badenoch et Strathspey de 2015 à 2024. Il est conseiller à Highland de 2007 à 2015 et chef de conseil de 2012 à 2015. Il est secrétaire d'État fantôme du SNP pour le commerce international depuis 2021 et porte-parole du SNP pour les affaires, l'énergie et la stratégie industrielle à la Chambre des communes de 2017 à 2021.

## Jeunesse
Il grandit à Édimbourg. Bien qu'à l'adolescence, il soit trop jeune pour voter au référendum écossais de 1979, il estime que cela a suscité son intérêt pour la politique. Il travaille pour Electrolux à Édimbourg jusqu'en 1999, date à laquelle lui et sa femme déménagent à Tore sur l'île Noire. En 1999, il fonde une société, teclan ltd, à Inverness, qui fournit des services de marketing numérique aux détaillants en ligne et aux commerçants en ligne.
Il est l'oncle du lutteur Joe Hendry.

## Carrière politique
Hendry est élu pour la première fois aux élections locales de 2007 pour le quartier Aird et Loch Ness, prenant le troisième siège sur quatre. Il est nommé chef du groupe SNP du Highland Council en 2011, en remplacement de John Finnie devenu MSP de liste pour les Highlands et les îles. En septembre 2007, il est nommé au conseil d'administration de l'Autorité du parc national de Cairngorms.
Il est sélectionné pour se présenter comme l'un des candidats du SNP pour les six sièges écossais aux élections du Parlement européen de 2009. Il est quatrième sur leur liste et le résultat du vote ne donne que deux députés au SNP.
Aux élections locales de 2012, il prend le deuxième siège dans le quartier. Après les élections locales écossaises de 2012, le SNP, les libéraux démocrates écossais et le Parti travailliste écossais forment une coalition pour diriger le conseil avec Drew Hendry comme chef du conseil. La coalition détient une majorité de 44-36. Avant la formation de l'administration, il est chef du groupe SNP au conseil.
En janvier 2015, il est sélectionné pour se présenter dans la circonscription d'Inverness, Nairn, Badenoch et Strathspey aux élections générales de 2015. Le titulaire Danny Alexander occupe le siège depuis 10 ans et est un architecte clé de l'accord de coalition libéral-démocrate avec les conservateurs en 2010. Hendry remporte l'élection, battant Alexander par plus de 10 000 voix.
Le 20 mai 2015, il est nommé membre de l'équipe dirigeante du SNP à Westminster et comme porte-parole du parti sur les transports. En 2017, il est nommé responsable SNP de la stratégie commerciale, énergétique et industrielle.
Ayant été élu député, Hendry démissionne de son poste de chef du Highland Council. Deux mois plus tard, il démissionne également de son poste de conseiller d'Aird et du Loch Ness, afin de se concentrer sur ses fonctions de député.
Lors de l'élection de 2017, Hendry est réélu avec une majorité réduite de 10809 à 4924 voix. Aux élections de 2019, sa majorité passe de 4924 à 10440 voix.
En décembre 2020, lors d'un débat sur le projet de loi sur le marché intérieur, Hendry est suspendu de la Chambre des communes après avoir été nommé par le président après avoir volé la masse.